# Pilule progestative
La pilule progestative est une pilule contraceptive qui contient uniquement un progestatif de synthèse, sans œstrogène. La pilule progestative est aussi souvent dénommée à tort « micro-pilule »[réf. nécessaire].
La pilule progestative a une efficacité qui dépend du progestatif utilisé. Les pilules progestatives pures ont une efficacité égale à la pilule combinée. Elle est de 97 % avant trente ans, contre 99 % pour la pilule combinée. Mais son efficacité augmente avec l'âge de l'utilisatrice.

## Mécanismes contraceptifs
La pilule progestative a pour effet d'épaissir la glaire cervicale, c'est-à-dire qu'elle empêche le passage des spermatozoïdes, et elle réduit l'épaisseur de l'endomètre (la paroi intérieure de l'utérus) pour le rendre impropre à une nidation.
Elle peut parfois suspendre l'ovulation, mais ce blocage dépend du type de progestatif utilisé. Ainsi, les pilules contenant du lévonorgestrel n'ont pas systématiquement cet effet et les règles surviennent régulièrement chez la majorité des utilisatrices, tandis que celles contenant du désogestrel sont anti-ovulatoires chez la plupart des personnes utilisatrices et entraînent majoritairement une absence de règles,.

## Avantages
Du fait de l'absence d'œstrogène dans cette pilule, les risques cardio-vasculaires que pourraient rencontrer certaines utilisatrices, sont réduits. 

## Effets secondaires
La pilule progestative, du fait de la seule présence de progestatif, ne s'accompagne pas d'hémorragie de privation comme avec les pilules combinées. Néanmoins des saignements intermittents sont possibles surtout au début. Elle peut entraîner une absence de règles chez certaines utilisatrices. Elle peut aussi entraîner une poussée d'acné, de la séborrhée et une chute des cheveux. 
Si la progestérone ne dilate pas les veines contrairement aux œstrogènes, elle rétrécit les artérioles, ce qui peut expliquer la survenue de migraines. Elle peut entraîner également des modifications cérébrales (du fait de l'absence d'œstrogènes) : baisse de la libido, dépression, pensées suicidaires. Les pilules progestatives occasionnent dans l’endomètre une hausse de l'activité de l’enzyme monoamine oxydase (MAO) qui est connu pour inactiver la sérotonine et l’adrénaline. Il est fort possible que l’activité du MAO augmente aussi dans le cerveau, ce qui expliquerait alors l'effet dépressif.
La prise d'une pilule progestative n'est pas associée à une élévation de risque du cancer du sein. Elle pourrait théoriquement prévenir ce cancer du fait de la diminution des taux d'œstrogènes liée à l'inhibition de l'activité ovarienne. La diminution du risque de cancer du sein par la prise d'une progestérone à dose anti-ovulatoire a d'ailleurs été démontrée en 1994.
Mise en garde également de l'utilisation de ce progestatif après découverte d'un méningiome (tumeur cérébrale de la méninge).
La pilule progestative est conseillée pour les femmes qui fument, qui sont obèses, qui ont déjà fait une thrombose veineuse profonde, qui ont des troubles de la circulation du sang ou qui sont diabétiques.
Toutefois, elle ne doit pas être utilisée en cas d'accidents thromboemboliques veineux (phlébite, embolie pulmonaire...), d'hépatite ou d'antécédent, d'insuffisance hépatique, de certains cancers du sein, de l'utérus ou de l'endomètre, de kystes ovariens, d'hémorragies génitales inexpliquées, d'hypersensibilité au composant actif du contraceptif, de grossesse, etc.

## Mode d'emploi et posologie
Une pilule progestative doit être absorbée quotidiennement et sans interruption, 365 jours par an. Les pilules progestatives avec du lévonorgestrel permettent un battement de 3 heures dans l'horaire de prise, contre 12 heures pour les pilules progestatives à base de désogestrel,. 

## Disponibilité

### En France
Trois pilules progestatives sont commercialisées en France, uniquement sur ordonnance. Elles contiennent soit du lévonorgestrel (Microval) soit du désogestrel (Cérazette, non remboursée et Optimizette, remboursée à 65 % depuis juin 2014).
D'autres pilules étaient commercialisées, mais ont été retirées de la vente. C'est le cas d'Exluton (lynestrénol), retirée de la vente en 2006, ainsi que Milligynon (noréthistérone) et Ogyline (norgestriénone), retirées toutes deux en 2009,.

### Au Canada
Une seule pilule à progestatif est disponible au Canada. Il s'agit de Micronor, dont la substance active est la noréthindrone.

## Les autres contraceptions progestatives
La plupart des progestatifs commercialisés, utilisés dans d'autres indications gynécologiques, ont une activité anti-gonadotrope puissante, c’est-à-dire anti-ovulatoire. Mais en raison des dosages utilisés, bien au-delà de la dose nécessaire pour bloquer l'ovulation, ces progestatifs abolissent toute sécrétion hypophysaire de FSH entraînant une abolition de la sécrétion ovarienne  d'estradiol. La conséquence est l'apparition d'une ostéoporose si le traitement est pris de façon continue.
En pratique ces progestatifs sont utilisés quand même à titre contraceptif par de très nombreux gynécologues en raison de leur excellente tolérance métabolique de la même façon qu'une pilule combinée, voire avec un arrêt de dix jours dans certains cas. Citons notamment les progestatifs commercialisés sous le nom de Lutéran et Lutényl.